# Yang Yaozu
Yang Yaozu (Chinees 杨耀祖; Shanghai, 9 januari 1981) is een Chinese sprinter. Zijn eerste internationale succes behaalde hij in 1999 toen hij op de Aziatische junioren kampioenschappen zilver won op zowel de 100 m als de 200 m. In dat jaar werd hij ook voor de eerste maal Chinees kampioen op de 100 m.

## Loopbaan
In 2004 werd hij in de kwartfinale uitgeschakeld op de Olympische Spelen van Athene in 2004 met een tijd van 21,03 seconden.

## Titels
- Chinees kampioen 100 m - 1999, 2002, 2003, 2004

## Persoonlijke records
| Onderdeel | Prestatie | Datum             | Plaats    |
| --------- | --------- | ----------------- | --------- |
| 100 m     | 10,21 s   | 16 september 2006 | Athene    |
| 200 m     | 20,54 s   | 23 april 2006     | Chongqing |

## Prestaties
| Jaar | Wedstrijd                            | Plaats    | Resultaat | Extra             |
| ---- | ------------------------------------ | --------- | --------- | ----------------- |
| 1999 | Aziatische junioren kampioenschappen | Singapore | 1e        | 100 m             |
| 1999 | Aziatische junioren kampioenschappen | Singapore | 1e        | 200 m             |
| 2002 | Aziatische Spelen                    | Busan     | 3e        | 200 m             |
| 2003 | Aziatische kampioenschappen          | Manilla   | 3e        | 200 m             |
| 2005 | Aziatische kampioenschappen          | Incheon   | 3e        | 200 m             |
| 2005 | Chinese Spelen                       | Nanking   | 1e        | 200 m             |
| 2006 | Wereldbeker                          | Athene    | 6e        | 100 m, 10,21 PR   |
| 2006 | Aziatische Spelen                    | Doha      | 2e        | 200 m             |
| 2006 | Aziatische Spelen                    | Doha      | 3e        | 4x100 m estafette |